# 陳邦瑞 (清朝)
陈邦瑞（1855年—？），字瑶圃，一字辑侯，浙江慈溪掌起桥陈家村人。清末政治人物。

## 生平
光绪元年（1875年）中式乙亥科举人，次年（1876年）联捷丙子科进士。历官户部左侍郎、吏部左侍郎、度支部右侍郎等职。宣统三年（1911年）出任袁世凯内阁弼德院顾问大臣。